# Museu Paulista
Museu Paulista da Universidade de São Paulo (pol. Muzeum Paulistowskie przy Uniwersytecie w São Paulo), zwane zwyczajowo Museu Paulista lub Museu do Ipiranga – muzeum historyczne i galeria sztuki w São Paulo (Brazylia) położone w pobliżu miejsca nad brzegiem rzeki Ipirangi, w którym regent Brazylii Pedro I ogłosił w 1822 jej niepodległość wznosząc słynny okrzyk „Independência ou Morte” („Niepodległość lub śmierć”). Muzeum mieści się w wielkim pałacu, zbudowanym w 1890, jednym z najwcześniejszych zabytków niepodległej Brazylii. Ma w swych zbiorach ok. 125 000 eksponatów dokumentujących historię Brazylii.

## Historia
Powstanie Museu Paulista związane jest z prywatną kolekcją pułkownika Joaquima Sertório, który zgromadził okazy naturalne, monety, gazety, rękopisy, obrazy, broń, ryciny, osobliwości, meble, eksponaty miejscowe, itp., udostępnione zwiedzającym jako "Museu Sertório" w budynku położonym przy obecnym placu João Mendesa (Praça João Mendes), w centrum São Paulo. W 1890 kolekcja ta przeszła na własność rządu stanowego, który z kolei włączył ją w skład zbiorów Museu da Sociedade Auxiliadora pod nazwą Museu Estado (Museum Stanowe). W roku następnym botanik ze Stanowej Komisji Geograficzno-Geologicznej, Alberto Loefgren uporządkował zbiory, którym ostatecznie, w 1893, nadano nazwę Museu Paulista. W 1894, już pod nadzorem von Iheringa, przeniesiono je do obecnego budynku, położonego w dzielnicy Ipiranga. Nowa siedziba Museu Paulista, okazały budynek w stylu eklektycznym, zbudowany według projektu włoskiego architekta Tommaso Gaudenzio Bezziego, był pierwotnie przeznaczony do innych celów. Początkowy był pomyślany jako pomnik niepodległości. Jego projekt był promowany już od obchodów niepodległości 7 września 1824, ale przez długi czas nie udawało się zebrać funduszy potrzebnych do jego realizacji. Dopiero w 1885 cesarz Pedro II zatwierdził projekt Bezziego, który zaczęto realizować w 1890. Obszerny pałac z ogrodem, inspirowany francuskim Wersalem, stał przez długi czas pusty, m.in. ze względu na rozbieżności co do jego wykorzystania. Według jednych miał to być pałac i pomnik, według innych – budynek, który obok funkcji symbolicznej, miał służyć celom praktycznym, edukacyjnym i kulturalnym.
Muzeum zostało otwarte 7 września 1895 jako muzeum historii naturalnej, ze szczególnym uwzględnieniem niepodległości i historii Brazylii i stanu São Paulo
Celem tych zbiorów jest dać dobre i pouczające pojęcie o bogatej i ciekawej przyrodzie Ameryki Południowej, szczególnie Brazylii, jak również o człowieku Ameryki Południowej i o jego historii.
powiedział niemiecki przyrodnik i naukowiec Hermann von Ihering (1850–1930) z okazji otwarcia Museu Paulista. Lekarz z wykształcenia, członek Berlińskiego Towarzystwa Etnologicznego, przybył w 1880 do Brazylii otrzymując posadę pracownika naukowego Muzeum Narodowego w Rio de Janeiro. 

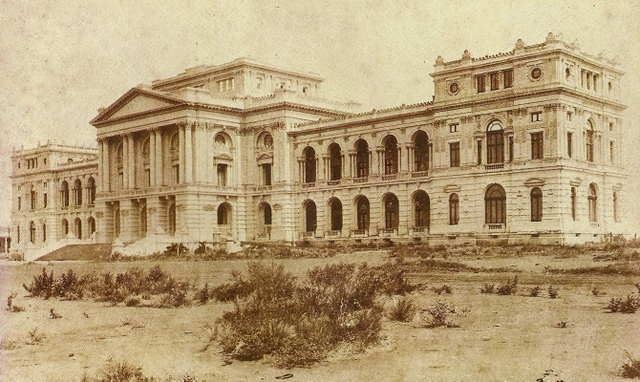
Budynek muzeum pod koniec XIX w

Museu Paulista pod jego kierownictwem w latach 1895–1916 miało ambicję bycia południowoamerykańskim muzeum specjalizującym się w dziedzinie nauk przyrodniczych, na wzór podobnych instytucji europejskich, gromadząc eksponaty z różnych regionów kontynentu amerykańskiego. Zdaniem von Iheringa placówka miała wypełnić lukę w dziedzinie badań naukowych w kraju, w którym nie było jeszcze żadnej wyższej uczelni. Uzupełnieniem tych działań był periodyk "Revista Museu Paulista" ("Przegląd Museu Paulista") również powołany do życia w 1895. Inauguracyjne wydanie zawierało wiele artykułów na temat historii Brazylii, archeologii, botaniki, zoologii i paleontologii. Wydawnictwo zaczęło stopniowo specjalizować się w botanice i zoologii, zgodnie z zainteresowaniami dyrektora muzeum.
Pod zarządem historyka Afonso d'Escragnolle Taunay (1876–1958), który przejął kierownictwo muzeum w 1916, usunięto dział botaniki (1927) i zoologii (1939). Jako historyk zainteresowany tematem kolonizacji i ruchem bandeirantes w São Paulo, Taunay utworzył działy historii i etnografii, a w 1922 rozpoczął wydawanie periodyku "Anais do Museu Paulista", poświęconego historii Brazylii. W 1946 administrację muzeum przejął historyk Sérgio Buarque de Holanda. Rozbudował on działy historii i etnologii, korzystając w przypadku tej ostatniej z zatrudnienia niemieckiego etnologa Herberta Baldusa oraz Haralda Schultza z Rio Grande do Sul. Oprócz reorganizacji zbiorów etnologicznych Sérgio Buarque wznowił publikację magazynu, której zaprzestano w 1938. Nowa seria ukazała się w 1947 prezentując nowy profil – z priorytetem dla tekstów z dziedziny antropologii, a przede wszystkim z rodzimej etnologii. Z odejściem Sérgio Buarque w 1958 administrację Museu Paulista przejął Mário Neme, pozostając na tym stanowisku do 1973. Wcześniej, w 1963, muzeum, które dotychczas miało status bezpłatnego instytutu Uniwersytetu São Paulo, stało się jego częścią.
Poszczególne zbiory Museu Paulista stopniowo zostały włączone do innych instytucji, takich jak Instituto Biologico (Instytut Biologii), Museu de Zoologia da Universidade de São Paulo (Muzeum Zoologii Uniwersytetu São Paulo), Pinacoteca do Estado de São Paulo [Galeria Stanu São Paulo) i Muzeum Archeologii i Etnologii Uniwersytetu São Paulo. Pod dyrekcją historyka Ulpiano Toledo Bezerra de Menezes (1989–1994) kolekcja muzeum nabrała wyłącznie historycznego charakteru, a jej część została umieszczona w Muzeum Republikańskim "Convenção de ITU". Muzeum, zgodnie ze swym edukacyjnym powołaniem, stworzyło bliskie więzi ze szkołami podstawowymi i średnimi.

## Zbiory

Pedro Américo, Independência ou Morte (O Grito do Ipiranga), olej na płótnie, 415×760 cm

Historyczna kolekcja liczy ponad 125 000 eksponatów, w skład których wchodzą przedmioty, ikonografia i dokumentacja archiwalna obejmująca okres od XVII do poł. XX w. Do zbiorów oryginalnych zostały z czasem dodane zbiory prywatne, w tym kolekcja fotografii Militão Augusto de Azevedo, kolekcje Tomasso Bezziego oraz lotnika i wynalazcy Alberto Santos-Dumonta. Zbiory obrazów i grafik obejmują kolekcję Bernardellich liczącą 1 400 dzieł braci Henrique i  Rodolfo Bernardellich (1852–1931), obrazy José Wastha Rodriguesa, Benedito Calixto (1853/27), Almeidy Júniora i Oscara Pereiry da Silvy. 
Słynnym dziełem w kolekcji muzealnej jest wielkowymiarowe płótno z 1888, Independência ou Morte pędzla Pedro Américo, przedstawiające młodego władcę wznoszącego słynny okrzyk. Obraz znajduje się w najbardziej okazałej sali muzeum, Salão Nobre. 
Muzealne ogrody w stylu francuskiego renesansu wypełnione są rzeźbami i posągami. Wśród nich wyróżnia się okazały monument poświęcony niepodległości Brazylii, Monumento à Independência, dzieło włoskiego rzeźbiarza Ettore Ximenesa. W cokole monumentu mieści się kaplica oraz krypta, w której znajdują się doczesne szczątki pierwszego władcy Brazylii Pedro I i jego małżonki, cesarzowej Marii Leopoldyny Habsburg.